# Bản dịch vua James

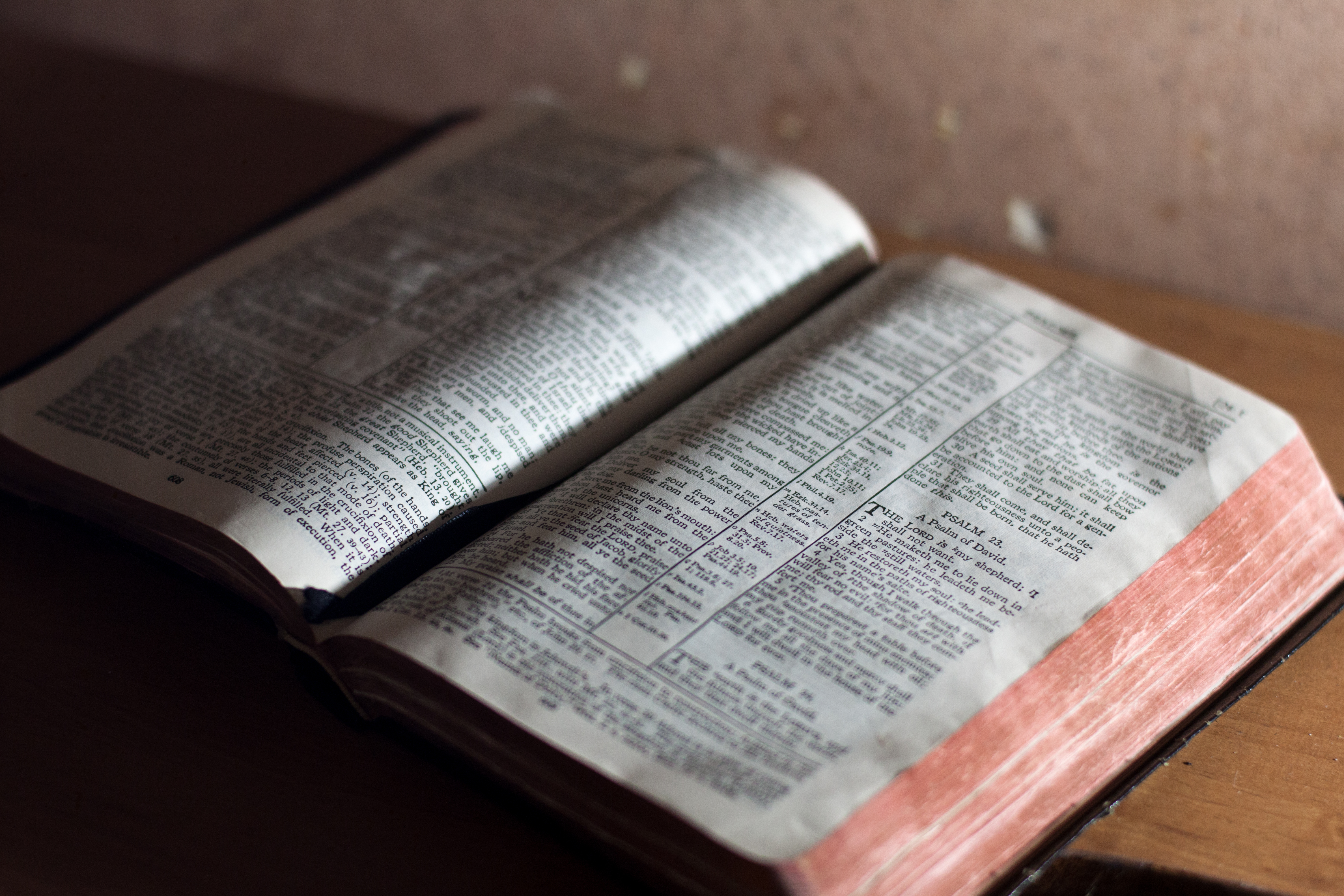
Kinh Thánh phiên bản vua James

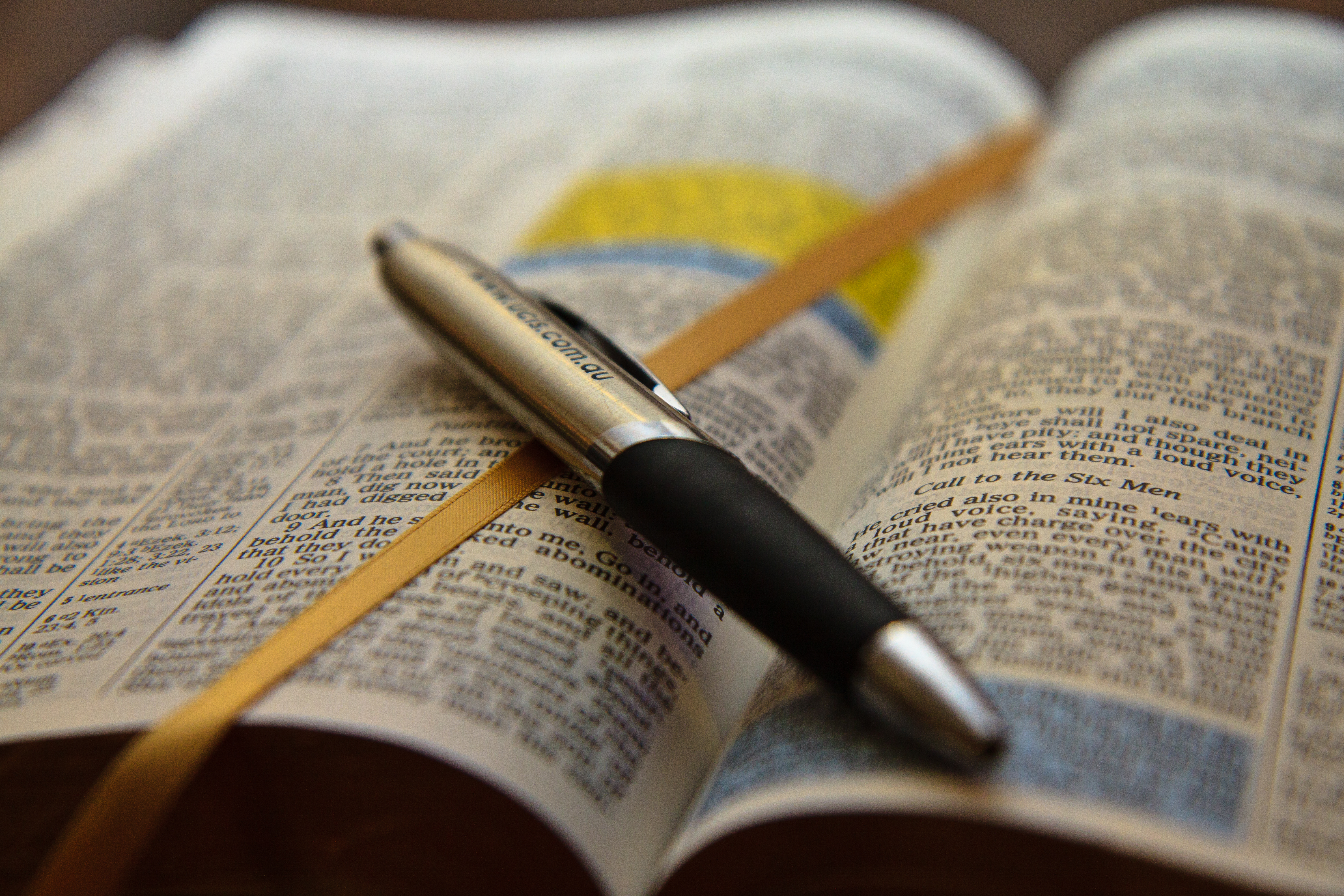
Phiên bản Kinh thánh ở Anh

Bản dịch vua James (King James Version viết tắt là KJV hay KJB) là một bản dịch Kinh thánh bằng tiếng Anh vào đầu hiện đại của Cơ Đốc giáo áp dụng cho Giáo hội Anh, phiên bản này được được xuất bản vào năm 1611 theo sự ủy quyền vào năm 1604 dưới sự bảo trợ của vua James. Ông vua này lên ngôi ở Scotland với tên gọi là James VI vào năm 1567, và lên ngôi ở Anh và Ireland với tên gọi là James I vào năm 1603 phiên bản này được dịch bao gồm 39 đầu sách của phần Cựu Ước và 14 đầu sách của Kinh thánh ngụy thư Apocrypha và 27 đầu sách của phần Tân Ước. Được biết đến với "phong cách quyền quý" (Majesty of style), Phiên bản King James đã được mô tả là một trong những cuốn sách quan trọng nhất trong nền văn hóa Anh và là động lực thúc đẩy việc định hình thế giới nói tiếng Anh. Bản dịch Kính thánh vua James vẫn là bản dịch được nhiều Cơ đốc nhân Tin lành ưa chuộng và được một số Tin lành coi là bản dịch duy nhất hợp lệ và đủ thẩm quyền. 
Bản dịch tiếng Anh này được coi là một trong những thành tựu văn học quan trọng của nước Anh thời kỳ đầu hiện đại. Bản dịch KJV là bản dịch thứ ba sang tiếng Anh được các nhà chức trách Giáo hội Anh chấp thuận là Bản dịch đầu tiên là Kinh thánh vĩ đại (1535), và bản dịch thứ hai là Kinh thánh của các giám mục (1568). Tại Thụy Sĩ, thế hệ đầu tiên của Những người cải cách Tin lành đã cho ra đời Kinh thánh Geneva được xuất bản vào năm 1560. Năm 1525, William Tyndale, một người Anh đương thời với Martin Luther, đã thực hiện bản dịch Tân Ước sang tiếng Anh hiện đại sơ khai. Bản dịch của Tyndale là cuốn Kinh thánh đầu tiên được in bằng tiếng Anh. Trong mười năm tiếp theo, Tyndale đã sửa đổi Tân Ước của mình theo hướng học thuật Kinh thánh tiến bộ nhanh chóng và bắt tay vào bản dịch Cựu Ước. Mặc dù có một số lựa chọn bản dịch gây tranh cãi và mặc dù Tyndale bị hành quyết vì tội dị giáo vì là người theo Luther, giá trị của tác phẩm và phong cách văn xuôi của Tyndale đã làm cho bản dịch của ông trở thành cơ sở cuối cùng cho tất cả các bản dịch tiếp theo sang tiếng Anh hiện đại ban đầu.
Phong trào chỉ có vua James ủng hộ niềm tin rằng Bản dịch vua James vượt trội hơn tất cả các bản dịch tiếng Anh của Kinh thánh khác. Hầu hết những người ủng hộ phong trào này tin rằng Textus Receptus rất gần, nếu không muốn nói là giống hệt, với các bản thảo gốc, do đó khiến nó trở thành nguồn tiếng Hy Lạp lý tưởng cho bản dịch. Họ lập luận rằng các bản thảo như Codex Sinaiticus và Codex Vaticanus, mà hầu hết các bản dịch tiếng Anh hiện đại dựa trên, là các văn bản Tân Ước bị làm sai lệch. Một trong số họ đó là ông Perry Demopoulos vốn là giám đốc bản dịch Kinh thánh James vương sang tiếng Nga. Năm 2010, bản dịch tiếng Nga của KJV thuộc Tân Ước đã được phát hành tại Kyiv, Ukraina. Năm 2017, phiên bản hoàn chỉnh đầu tiên của Kinh thánh vua James của Nga đã được phát hành. Vào năm 2017, bản dịch tiếng Faroe của Kinh thánh vua James cũng đã được phát hành. Ngày nay, chủ thuyết vua James duy độc (King James Onlyism) đã phổ biến nhất trong các nhà thờ Baptist độc lập bảo thủ, tuy nhiên, nó không dành riêng cho họ. GIáo phái Nhà thờ Polity của Hội thánh Dunkard Brethren, một giáo phái Trùng tẩy Thủ cựu (Conservative Anabaptist) trong truyền thống Schwarzenau Brethren, tuyên bố rằng: "Để hỗ trợ việc ghi nhớ Kinh thánh trong số các thành viên và con cái của chúng tôi, để giúp tránh nhầm lẫn và thúc đẩy giáo lý lành mạnh trong các buổi lễ của chúng tôi, Phiên bản vua James được Ủy quyền của Kinh thánh sẽ được sử dụng trong Trường Chúa Nhật, Nghiên cứu Kinh thánh và các buổi lễ nhà thờ của chúng tôi. Có thể có ngoại lệ khi cần sử dụng ngôn ngữ khác ngoài tiếng Anh". Giáo hội Cơ đốc giáo Tông truyền là một giáo phái Anabaptist bảo thủ đã sử dụng bản dịch này.

## Tham khảo

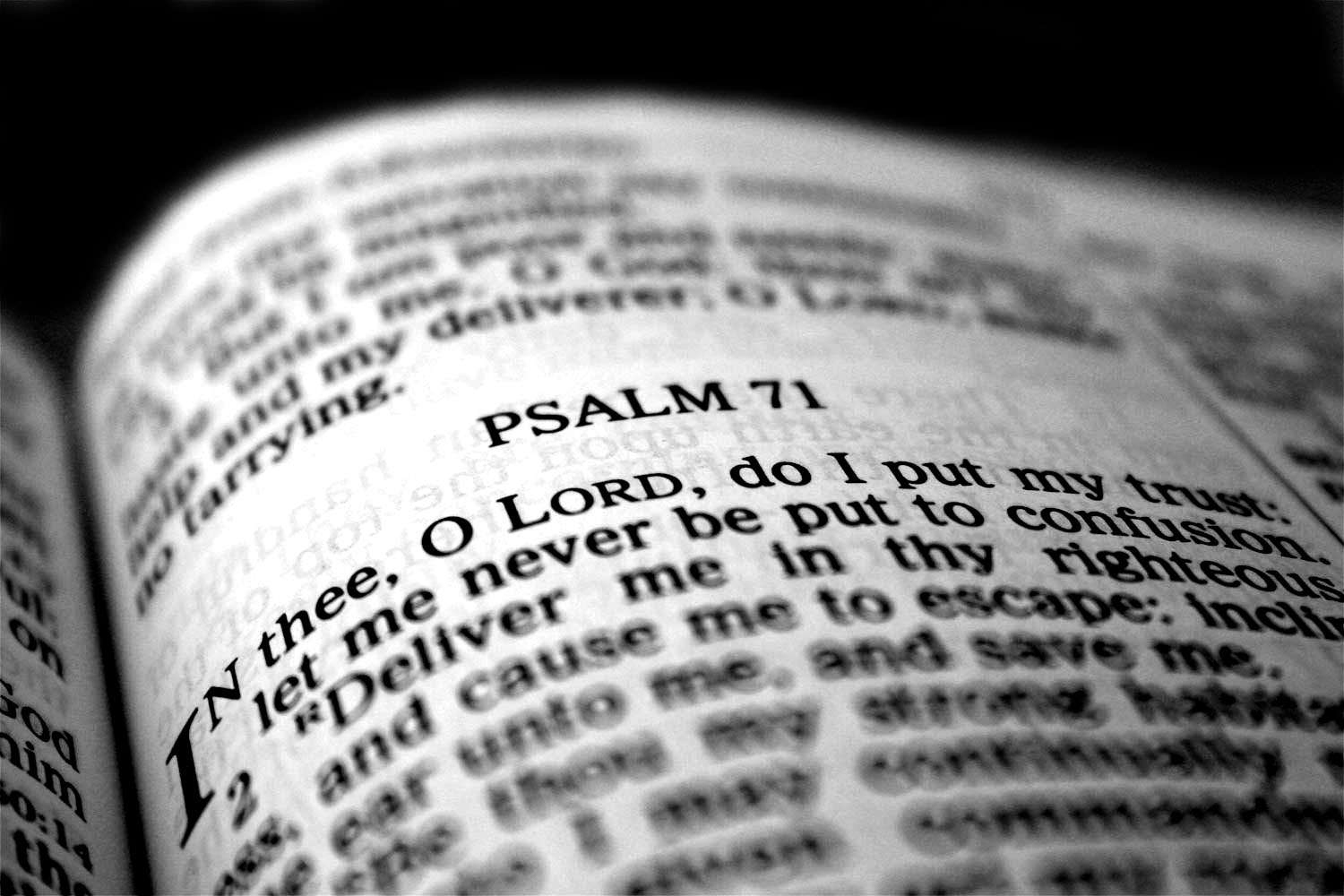
Một đoạn trong phiên bản vua James

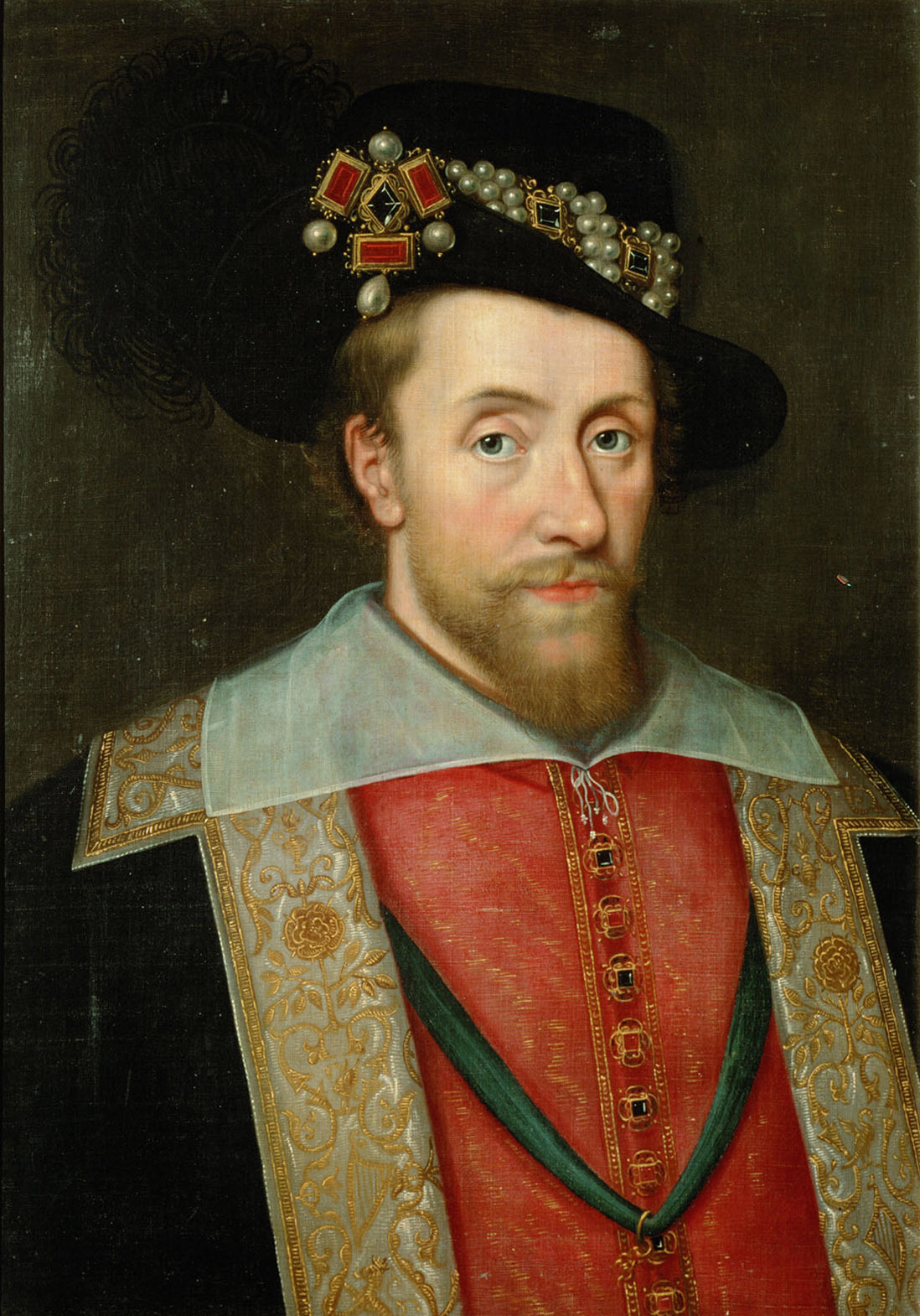
Vua James I